# Varná pánev

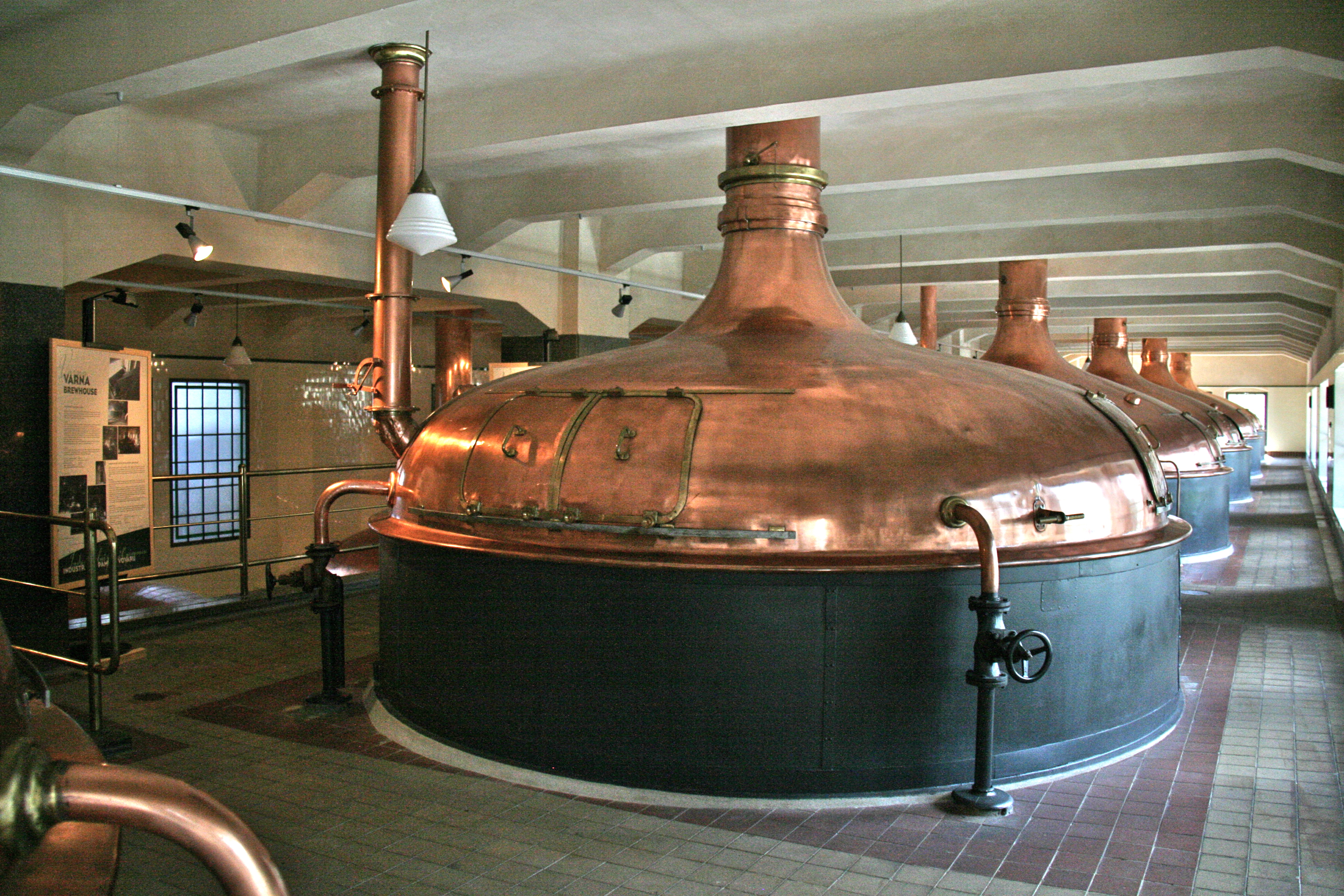
Varná pánev plzeňského pivovaru

Varná pánev nebo také varní kotel je součást zařízení pro výrobu piva. Vyrábí se z kovu, jímž je nejčastěji měď, a patřila k tomu nejcennějšímu, co pivovarnický provoz obsahoval. Z toho důvodu se stávala častou kořistí nájezdníků a zlodějů. Například roku 1645 ukradla švédská vojska v pivovaru ve Verneřicích varnou pánev a prodali ji do úštěckého pivovaru. Následující tři roky pak vedli verneřičtí spor s Úštěkem a žádali jejich navrácení. K tomu však nedošlo.
Pod varnou pánví se nacházelo topeniště, které ji zahřívalo. Pánev bývala odkrytá a během vaření sladiny se ručně míchala. Zakrývání varných nádob se začalo objevovat až během 19. století.